# Cymodusa clypearis
Cymodusa clypearis là một loài tò vò trong họ Ichneumonidae.